# Ramona Frendo
Ramona Frendo (* 1971 in Żejtun) ist eine maltesische Juristin. Sie ist Richterin am Europäischen Gerichtshof.

## Leben und Wirken
Frendo studierte Rechtswissenschaften an der Universität Malta, wo sie 1993 ihren Abschluss machte. 1995 wurde sie dort zur Dr. iur. promoviert. Im Jahr darauf erwarb sie einen postgradualen Mastertitel in Kriminologie an der University of Cambridge. Ebenfalls 1996 wurde sie in Malta als Rechtsanwältin zugelassen. Nebenberuflich war sie ab 1997 als Rechtsberaterin und juristische Sachverständige tätig, unter anderem für das maltesische Ministerium für soziale Sicherheit, für Gerichte in Valletta und verschiedene Versicherungsunternehmen. Ab 2009 war sie Mitglied verschiedener maltesischer Kommissionen, unter anderem in der für Beschäftigung, in der für Familien und der für die umfassende Reform der Justiz. 2016 wurde sie von der maltesischen Regierung zur Sonderberaterin der Arbeitsgruppe „Visa“ des Rates der Europäischen Union ernannt, die sie während des maltesischen Ratsvorsitzes im ersten Halbjahr 2017 geleitet hat.
Frendo wurde am 20. März 2019 zur Richterin am Gericht der Europäischen Union ernannt. Im Mai 2024 wurde sie offiziell als maltesische Kandidatin für den Europäischen Gerichtshof benannt. Ihr neues Amt am Europäischen Gerichtshof trat sie am 7. Oktober 2024 an.